# 1988–1989-es bajnokcsapatok Európa-kupája
A bajnokcsapatok Európa-kupája 34. szezonja. A győztes az olasz AC Milan lett, miután a döntőben 4–0-ra legyőzte a Steaua București csapatát.

## Eredmények

### 1. forduló
| 1. csapat           | Össz. | 2. csapat         | 1. mérk. | 2. mérk. |
| ------------------- | ----- | ----------------- | -------- | -------- |
| FC Porto            | 3–2   | HJK               | 3–0      | 0–2      |
| Górnik Zabrze       | 7–1   | Jeunesse Esch     | 3–0      | 4–1      |
| Real Madrid         | 4–0   | Moss              | 3–0      | 1–0      |
| Budapesti Honvéd    | 1–4   | Celtic FC         | 1–0      | 0–4      |
| Dynamo Berlin       | 3–5   | Werder Bremen     | 3–0      | 0–5      |
| Vitosa Szofija      | 2–7   | AC Milan          | 0–2      | 2–5      |
| Dundalk             | 0–8   | Crvena Zvezda     | 0–5      | 0–3      |
| Ħamrun Spartans     | 2–3   | 17 Nëntori Tirana | 2–1      | 0–2      |
| Pezoporikos Larnaca | 2–7   | Göteborg          | 1–2      | 1–5      |
| Sparta Praha        | 3–7   | Steaua București  | 1–5      | 2–2      |
| Szpartak Moszkva    | 3–1   | Glentoran         | 2–0      | 1–1      |
| Club Brugge         | 2–21  | Brøndby           | 1–0      | 1–2      |
| Valur               | 1–2   | AS Monaco         | 1–0      | 0–2      |
| Larissa             | 3–32  | Neuchâtel Xamax   | 2–1      | 1–2      |
| Rapid Wien          | 2–3   | Galatasaray       | 2–1      | 0–2      |

1 A Club Brugge csapata jutott tovább, idegenben lőtt góllal.

2 A Neuchâtel Xamax csapata jutott tovább tizenegyesekkel (3–0).
- A PSV Eindhoven csapata mérkőzés nélkül került a következő körbe.

### Nyolcaddöntő
| 1. csapat         | Össz. | 2. csapat        | 1. mérk. | 2. mérk. |
| ----------------- | ----- | ---------------- | -------- | -------- |
| PSV Eindhoven     | 5–2   | FC Porto         | 5–0      | 0–2      |
| Górnik Zabrze     | 2–4   | Real Madrid      | 0–1      | 2–3      |
| Celtic FC         | 0–1   | Werder Bremen    | 0–1      | 0–0      |
| AC Milan          | 2–21  | Crvena Zvezda    | 1–1      | 1–1      |
| 17 Nëntori Tirana | 0–4   | Göteborg         | 0–3      | 0–1      |
| Steaua București  | 5–1   | Szpartak Moszkva | 3–0      | 2–1      |
| Club Brugge       | 2–6   | AS Monaco        | 1–0      | 1–6      |
| Neuchâtel Xamax   | 3–5   | Galatasaray      | 3–0      | 0–5      |

1 Az AC Milan csapata jutott tovább tizenegyesekkel (4–2).

### Negyeddöntő
| 1. csapat     | Össz. | 2. csapat        | 1. mérk. | 2. mérk. |
| ------------- | ----- | ---------------- | -------- | -------- |
| PSV Eindhoven | 2–3   | Real Madrid      | 1–1      | 1–2      |
| Werder Bremen | 0–1   | AC Milan         | 0–0      | 0–1      |
| Göteborg      | 2–5   | Steaua București | 1–0      | 1–5      |
| AS Monaco     | 1–2   | Galatasaray      | 0–1      | 1–1      |

### Elődöntő
| 1. csapat        | Össz. | 2. csapat   | 1. mérk. | 2. mérk. |
| ---------------- | ----- | ----------- | -------- | -------- |
| Real Madrid      | 1–6   | AC Milan    | 1–1      | 0–5      |
| Steaua București | 5–1   | Galatasaray | 4–0      | 1–1      |

### Döntő
| 1989. május 24. |

| AC Milan                          | 4–0   | Steaua București |
| --------------------------------- | ----- | ---------------- |
| Gullit 18' 39' van Basten 27' 47' | (3–0) |                  |

| Camp Nou, Barcelona Nézőszám: 97 000 Játékvezető: Karl-Heinz Tritschler (nyugatnémet) |

| Az 1988–89-es bajnokcsapatok Európa-kupájának győztese |
| AC Milan 3. cím                                        |
| ← 1987–88 PSV Eindhoven                                |
| AC Milan 1989–90 →                                     |